# Middleburg, Pennsylvania
Middleburg là một thị trấn thuộc quận Snyder, tiểu bang Pennsylvania, Hoa Kỳ. Năm 2010, dân số của thị trấn này là 1309 người.